# Otamatone

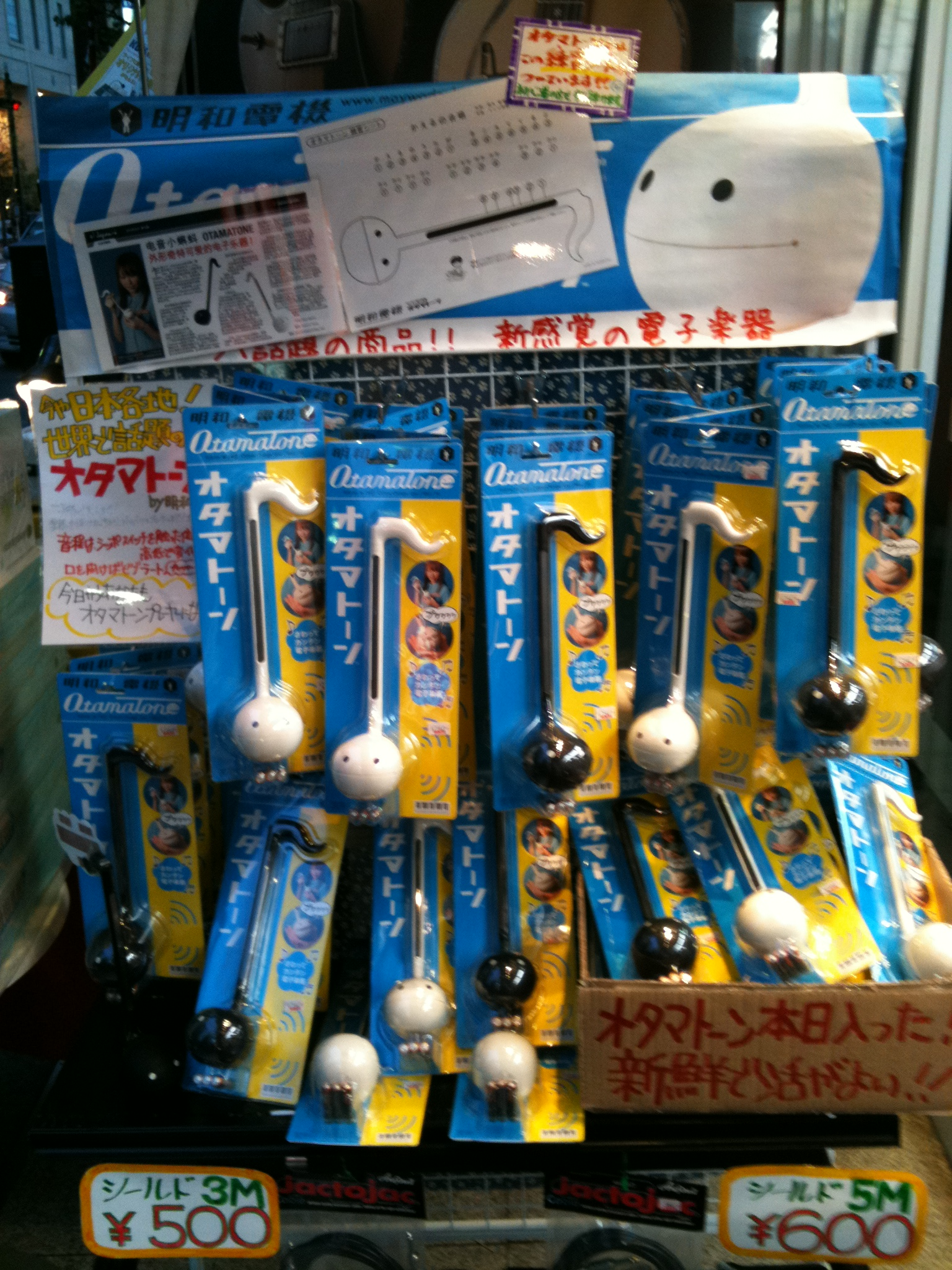
En butik som säljer en Otamatone

Otamatone är en elektronisk musikalisk synthesizer som utvecklades i Japan under 1997 av CUBE Works och Maywa Denki..

## Beskrivning
Otamatone är en sjungande leksak vars kropp är formad som en åttondelsnot med ljud som kommer ut från en "mun" på nothuvudet. Det krävs två händer för att spela, medan en hand håller man och pressar "huvudet" och med den andra handen kontrollerar man tonhöjden på melodin. Ljudet från denna leksak kan jämföras med ljudet från en theremin.